# Bemmel (Pays-Bas)
Pour les articles homonymes, voir Bemmel.
Bemmel est un village situé dans la commune néerlandaise de Lingewaard, dans la province de Gueldre. Le 1er janvier 2007, le village comptait 12 189 habitants.
Les communes de Huissen et Gendt ont été rattachées à Bemmel en 2001. En 2003, la nouvelle commune ainsi formée prend le nom de Lingewaard.